# Камос
Камос — давньоєгипетський фараон, останній правитель XVII (фіванської) династії.

## Життєпис
Ступінь родинних зв'язків Камоса з його попередником Секененрою й наступником Яхмосом I остаточно не з'ясовано. Єгиптологи тривалий час припускали, що Камос був сином Секененри, і, таким чином, старшим братом Яхмоса, але оскільки у більшості дітей Секененри в імені присутній складовий елемент «Яхмос», а також той факт, що Камос не перелічений серед численних дітей Секененри, така гіпотеза не є надійною.
Камос із самого початку свого правління проводив самостійну політику, що свідчить про його дорослий вік на той момент, коли він прийшов до влади.
Можливо, Камос був одружений з царицею Яххотеп II, однак таку думку поділяють далеко не всі єгиптологи, оскільки ім'я цариці засвідчено лише на одному саркофазі, який до того ж міг належати і Яххотеп I. Два царевичі, Джехуті й Теті, що згадуються у написі, знайденому в Нубії, можливо, були синами Камоса. Також вважається, що Сіткамос була його дочкою та дружиною Яхмоса I.
Камос відомий тим, що він першим з фіванських фараонів провів переможну війну з гіксосами, імовірно, продовживши невдалі попередні бойові дії свого попередника Секененри. Про ту його війну розповідають дві стели. Частина першої з них відома з 1908 року — то є дерев'яна табличка, знайдена у купі сміття в Дра Абу ель-Неґа (в околицях Фів). Текст, накреслений на ній, є шкільною копією офіційного документу, зробленою учнем за вказівкою вчителя. Це пояснює неточності, пропуски тексту й помилки. Оригінальна кам'яна стела використовувалась для будівництва 3-го пілону Карнакського храму, де 1932 року було виявлено її фрагменти. Друга стела була виявлена 1954 року та є офіційним переможним написом фараона Камоса, накресленим плиті, що добре збереглась. Той камінь слугував основою для статуї Рамхеса II у Карнаці. Текст, накреслений на ній, доповнює та розширює відомості про перебіг боротьби з гіксосами. Хоча припускається, що боротьбу з гіксосами розпочав ще Секененра, стели Камоса — перші відомі сучасні тим часам джерела, пов'язані з війнами проти гіксосів.
Після сходження на престол Камос володарював над територією від 1-го нільського порогу до Куса — головного міста 14-го ному Верхнього Єгипту. Тобто влада царя поширювалась на перші 14 номів Верхнього Єгипту. Північною ж частиною Верхнього Єгипту (номи 15 — 21) та всім Нижнім Єгиптом керували гіксоси. Нубією, що була вище за Елефантини, володів кушитський цар, який до того ж, імовірно, був васалом гіксосів.

### Війна з гіксосами
На третьому році правління фараон скликав своїх наближених та оголосив їм, що не може й надалі розділяти владу над Єгиптом з гіксосами. Однак вельможі не підтримали царя. Багато хто з них боявся тривалої війни та поразки. Вони віддавали перевагу оборонній тактиці і сподівались на те, що сильна фортеця Елефантина не допустить до країни кушитських воїнів, а гиксоський цар ніби не вживав прямих ворожих дій та навіть дозволяв фіванцям випасати свої стада у Дельті.
Утім поради вельмож не переконали енергійного фараона, й він, спорядивши великий флот, загони лучників і маджаїв (нубійських найманців), розпочав війну з гіксосами. Армія Камоса рушила вниз за течією Нілу. Допоміжні загони маджаїв рухались попереду, вишукуючи азійців та знищуючи місця їх перебування. Населення східного та західного берегів Нілу постачало до війська фараона продовольство. Відповідно до тексту стели він досягнув успіху завдяки раптовості своїх дій — гіксоси явно не очікували атаки.
У місті Неферусі (букв. «Гніздо азійців»; місто на північ від Гермополіса) Камос узяв в облогу Теті, сина Апопі I. Спроба гіксосів прийти на допомогу була відбита й наступного дня, рано вранці Камос несподівано захопив місто, проломивши стіну. Ворожих воїнів було перебито, й хоча самому Теті, імовірно, вдалось урятуватись, до полону потрапила його дружина. Солдати Камоса взяли багату здобич.
Після цього Камос продовжив спустошення земель, що належали Аварісу — столиці гіксосів. Стела розповідає про винищення колісничого війська противника, про знищення флоту з 300 суден. Камос захопив область Пер-шак, гавань Перджедкену й досягнув Південного Ініту, відсунувши, таким чином, кордон підвладних йому територій на північ від Гермополіса до XVI верхньоєгипетського ному (Ма-хедж). Потім він вторгся до Кінопольського (XVII) ному та захопив місто Сака, звідки відрядив великий загін лучників для захоплення оази Джесджес (сучасна Бахарія). Камос наказав зруйнувати дружні до азійських загарбників міста.
Гіксоський цар Ааусерра Апопі відрядив вісника до царя нубійців із закликом негайно вторгнутись до земель фіванців, поки армія Камоса була зайнята війною з гіксосами, зі свого боку обіцяючи нав'язати єгиптянам битви й не дати їм можливості кинутись на оборону своїх південних рубежів. У разі успішного завершення такої операції Апопі обіцяв розділити землі, підвладні Камосу, з нубійським правителем. Утім, посланця виявили єгипетські розвідники. Таким чином, плани гіксоського царя провалились.
Здійснивши максимум можливого та, ймовірно, все ж остерігаючись імовірного вторгнення нубійців, Камос повернув назад і почав рух до Фів, завершуючи дорогою розгром тих областей і міст, які він не встиг розграбувати під час походу на північ. Закінчується переможна стела Камоса описом радості жителів Фів, якою вони зустріли переможне військо Камоса та наказом фараона своєму візиру й головному скарбничому Неші виготовити ту переможну стелу з описом походу на північ.

### Війна в Нубії

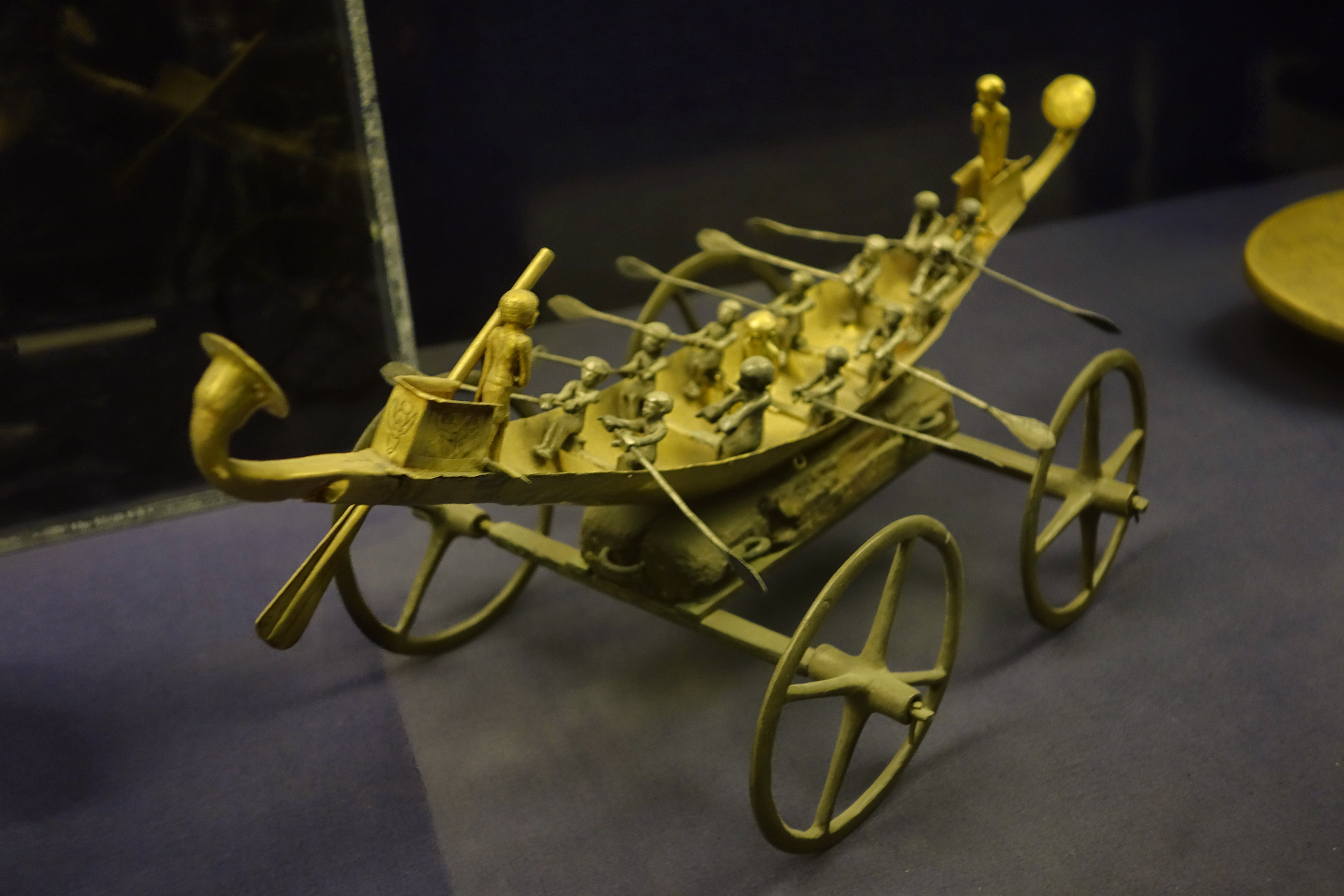
Золота модель поховального човна Камоса з його гробниці

У Нубії Камос також вів війну. Два його наскельних написи було знайдено в Армінна й Тошці, між Дером та Абу-Сімбелом. Зазвичай вважалось, що той свій похід Камос здійснив після перемоги над гіксосами, однак текст його стели дає зрозуміти — похід до Нубії було здійснено не після, а перед походом на північ.
Можливо, Камос провів не один, а два походи до Нубії: на початку свого правління і наприкінці, вже після війни з гіксосами. Із знайдених написів випливає, що Камос брав участь у поході до Нубії разом зі своїм сином Яхмосом, а також складається враження, що вони були співправителями. Можливо, похід був спричинений необхідністю повернення під контроль області Бухен, відбитої у єгиптян нубійцями.

### Завершення правління
Останнім точно встановленим роком правління Камоса є 3-й рік. Тим роком датовано дві його стели, що розповідають про боротьбу з гіксосами. Однак, сучасні дослідження вказують, що правління Камоса тривало дещо більше й нині вважається, що він правив 5 років.
Про обставини смерті Камоса нічого не відомо. Невелика цегляна піраміда Камоса в Дра Абу ель-Неґа, як і його попередника Секененри, вже давно зникла, але були ще цілими, коли їх за 450 років бачили рамесидські ревізори. Про це розповідає Папірус Еббота, що містить запис розслідування розграбування гробниць за часів правління Рамзеса IX.
Мумію Камоса було знайдено 1857 року серед руїн, куди її було навмисне перенесено. Скромність поховання Камоса, імовірно, каже про те, що фараон помер передчасно і не встиг належним чином підготувати своє поховання.
Гроб Камоса нині перебуває в Єгипті, кинджал — у Брюсселі, пектораль і дзеркало — у Луврі. Накреслене на гробі ім'я фараона було розшифровано за 50 років після його виявлення. До того часу мумія, яку залишили у купі будівельного сміття, була давно втрачена.

## У культурі
Камос — один з головних героїв роману Наґіба Махфуза «Війна у Фівах» та трилогії Кристіана Жака «Гнів Богів». Обидва твори розповідають про звільнення Єгипту з-під влади гіксосів.